# Heliport de Vielha

i8
i11
i13
Der Heliport de Vielha (auch bekannt als Elipòrt Val d’Aran) ist ein Hubschrauberlandeplatz im Gemeindegebiet von Vielha e Mijaran in der Provinz Lleida im Nordosten Spaniens.
Der Platz wurde 2001 offiziell in Betriebe genommen. Er wurde von der Generalitat de Catalunya errichtet und ist der Stützpunkt der Rettungshubschrauber von TAF Helicòpters S.L. und Löschhubschrauber der Bomberos de la Generalidat de Cataluña im Talgebiet von Baqueira-Beret, eines der größten Wintersportgebiete der Pyrenäen in der Comarca Val d’Aran.
Das Flugplatzgelände mit rund 14.500 m² Grundfläche beinhaltet einen betonierten Helipad mit 35 × 50 Metern. Die Piste ist über einen Taxiway mit dem rund 250 m² großen Hangar, der Tankstelle mit JET-A1 und dem Gebäude der Mannschaftsunterkünfte verbunden.

## Navigationseinrichtungen
Der Helipad ist mit einem Helicopter Approach Path Indicator ausgerüstet, das System wird bei Nachtanflügen eingesetzt. Die Towerfrequenz ist 129.825 MHz.

## Trivia
Mit der Verordnung Decret Nº 147/2003 vom 10. Juni 2003 übertrug die Regierung von Katalonien den Elipòrt de Vielha in die Zuständigkeit des Conselh Generau d'Aran.